# Amauromyza fuscibasis
Amauromyza fuscibasis är en tvåvingeart som beskrevs av Malloch 1934. Amauromyza fuscibasis ingår i släktet Amauromyza och familjen minerarflugor. Inga underarter finns listade i Catalogue of Life.